# Okamejei
Okamejei és un gènere de peixos de la família dels raids i de l'ordre dels raïformes.

## Taxonomia
- Okamejei acutispina (Ishiyama, 1958)[3]
- Okamejei arafurensis (Last & Gledhill, 2008)[4]
- Okamejei australis (Macleay, 1884)
- Okamejei boesemani (Ishihara, 1987)[5]
- Okamejei cerva (Whitley, 1939)
- Okamejei heemstrai (McEachran & Fechhelm, 1982)[6]
- Okamejei hollandi (Jordan & Richardson, 1909)[7]
- Okamejei kenojei (Müller & Henle, 1841)[8]
- Okamejei leptoura (Last & Gledhill, 2008)[4]
- Okamejei meerdervoortii (Bleeker, 1860)[9]
- Okamejei mengae (Jeong, Nakabo & Wu, 2007)[10]
- Okamejei philipi (Lloyd, 1906)[11]
- Okamejei pita (Fricke & Al-Hassan, 1995)[12]
- Okamejei powelli (Alcock, 1898)[13]
- Okamejei schmidti (Ishiyama, 1958)[3][14][15][16][17][18][19]